# Linneus (Missouri)
Linneus ist eine City im Linn County im Bundesstaat Missouri in den Vereinigten Staaten. Das U.S. Census Bureau hat bei der Volkszählung 2020 eine Einwohnerzahl von 281 ermittelt. Linneus ist County Seat.

## Geographie
Linneus geographische Koordinaten lauten 39° 53′ N, 93° 11′ W (39,878082, −93,187813). Nach den Angaben des United States Census Bureaus hat die Stadt eine Fläche von 2,8 km², ohne nennenswerte Gewässerflächen, obwohl im Stadtgebiet verstreut einige kleine Tümpel liegen. Die Missouri State Route 5 führt als Main Street in Nord-Süd-Richtung durch den Ort, der Großteil des Siedlungsgebietes liegt jedoch östlich davon. Die Gemarkung der City ist zwar rechtwinklig, aber im Nordosten unregelmäßig festgelegt.

## Demographie
Zum Zeitpunkt des United States Census 2000 bewohnten Linneus 369 Personen. Die Bevölkerungsdichte betrug 131,9 Personen pro km². Es gab 166 Wohneinheiten, durchschnittlich 59,3 pro km². Die Bevölkerung Linneuss bestand zu 98,37 % aus Weißen, 1,08 % Schwarzen oder African American, 0 % Native American, 0,27 % Asian, 0 % Pacific Islander, 0,27 % gaben an, anderen Rassen anzugehören und 0 % nannten zwei oder mehr Rassen. 0,27 % der Bevölkerung erklärten, Hispanos oder Latinos jeglicher Rasse zu sein.
Die Bewohner Linneuss verteilten sich auf 153 Haushalte, von denen in 29,4 % Kinder unter 18 Jahren lebten. 50,3 % der Haushalte stellten Verheiratete, 7,2 % hatten einen weiblichen Haushaltsvorstand ohne Ehemann und 35,9 % bildeten keine Familien. 32,0 % der Haushalte bestanden aus Einzelpersonen und in 19,0 % aller Haushalte lebte jemand im Alter von 65 Jahren oder mehr alleine. Die durchschnittliche Haushaltsgröße betrug 2,41 und die durchschnittliche Familiengröße 2,98 Personen.
Die Bevölkerung verteilte sich auf 26,0 % Minderjährige, 7,3 % 18–24-Jährige, 29,0 % 25–44-Jährige, 20,3 % 45–64-Jährige und 17,3 % im Alter von 65 Jahren oder mehr. Das Durchschnittsalter betrug 39 Jahre. Auf jeweils 100 Frauen entfielen 101,6 Männer. Bei den über 18-Jährigen entfielen auf 100 Frauen 96,4 Männer.
Das mittlere Haushaltseinkommen in Linneus betrug 26.250 US-Dollar und das mittlere Familieneinkommen erreichte die Höhe von 30.250 US-Dollar. Das Durchschnittseinkommen der Männer betrug 25.417 US-Dollar, gegenüber 16.250 US-Dollar bei den Frauen. Das Pro-Kopf-Einkommen belief sich auf 12.437 US-Dollar. 20,8 % der Bevölkerung und 8,6 % der Familien hatten ein Einkommen unterhalb der Armutsgrenze, davon waren 27,7 % der Minderjährigen und 16,9 % der Altersgruppe 65 Jahre und mehr betroffen.